# Pillangószelep
A pillangószelep szabályozó és záró armatúra, záróeleme általában kör- vagy ellipszis alakú lemez, ami a csőben egyik átmérője körül elforgatható. A pillangószelep ellenállása kicsi és mozgatásához kis nyomatékra van szükség, de csak kis nyomások esetén alkalmazható.

## Alkalmazásai

### Kandalló
Pillangószelepet füstgyűjtővel rendelkező kandalló égésterek esetén alkalmaznak, ami fojtott üzemmód elérését teszi lehetővé. A füstcsőcsonkban lévő pillangószelep elzárása esetén ( a füstcsőcsonk keresztmetszetének max 80%-t zárja el) a kandalló tűztérben a gáz áramlási sebességét csökkentjük, így az a füstgyűjtő teret lassabban hagyja el. A csökkent légsebesség miatt a füstgyűjtő tér jobban átmelegszik, így magasabb teljesítmény elérését teszi lehetővé. 

### Porlasztó
A hagyományos porlasztóknál a légmennyiség szabályozását egy pillangószelep végzi, melyet gépkocsi esetén a gázpedállal működtetnek.

### Víz
Nagyobb átmérőjű vízcsöveknél alkalmazzák, zárási (ritkábban szabályozási) céllal.

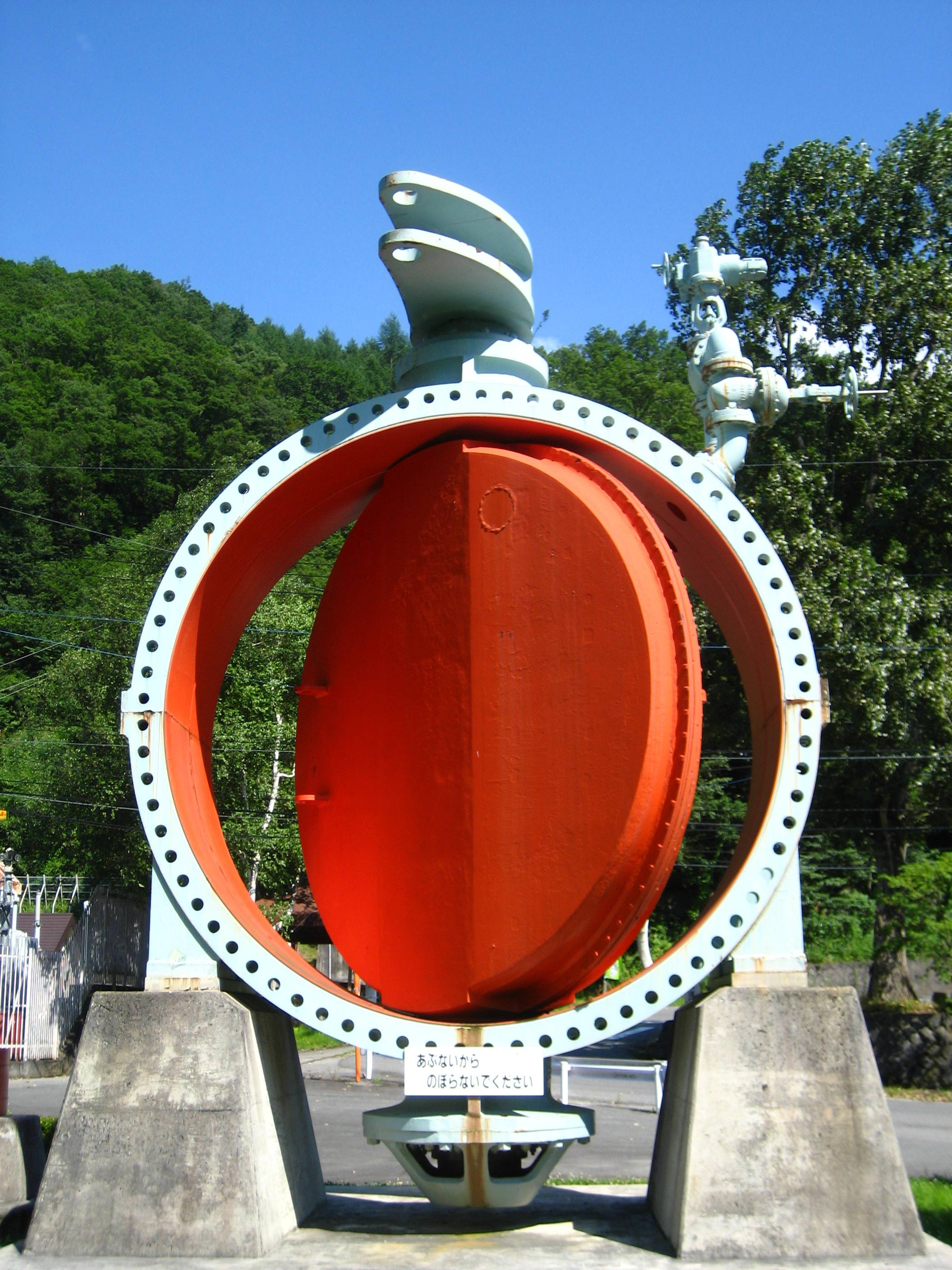
Nagy átmérőjű pillangószelep
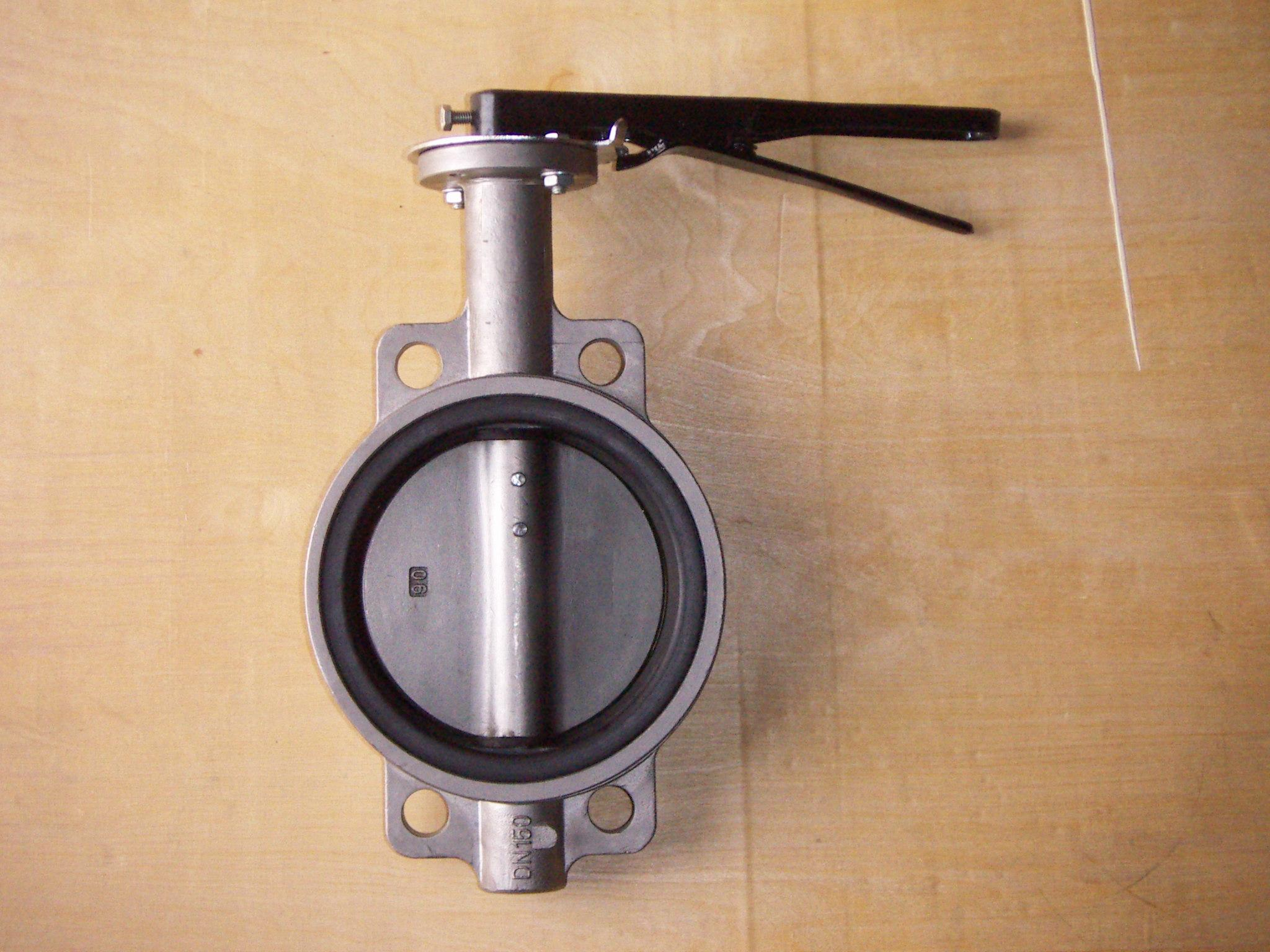
Tengervízálló kézi mozgatású pillangószelep
Pillangószelep hagyományos karburátorban